# Michael Timisela
Michael Elias Timisela (Amsterdam, 5 maggio 1986) è un ex calciatore olandese di origine indonesiane, di ruolo difensore.

## Palmarès

### Club

#### Competizioni nazionali
- Eerste Divisie: 1

VVV-Venlo: 2008-2009